# Weinbergschlepper

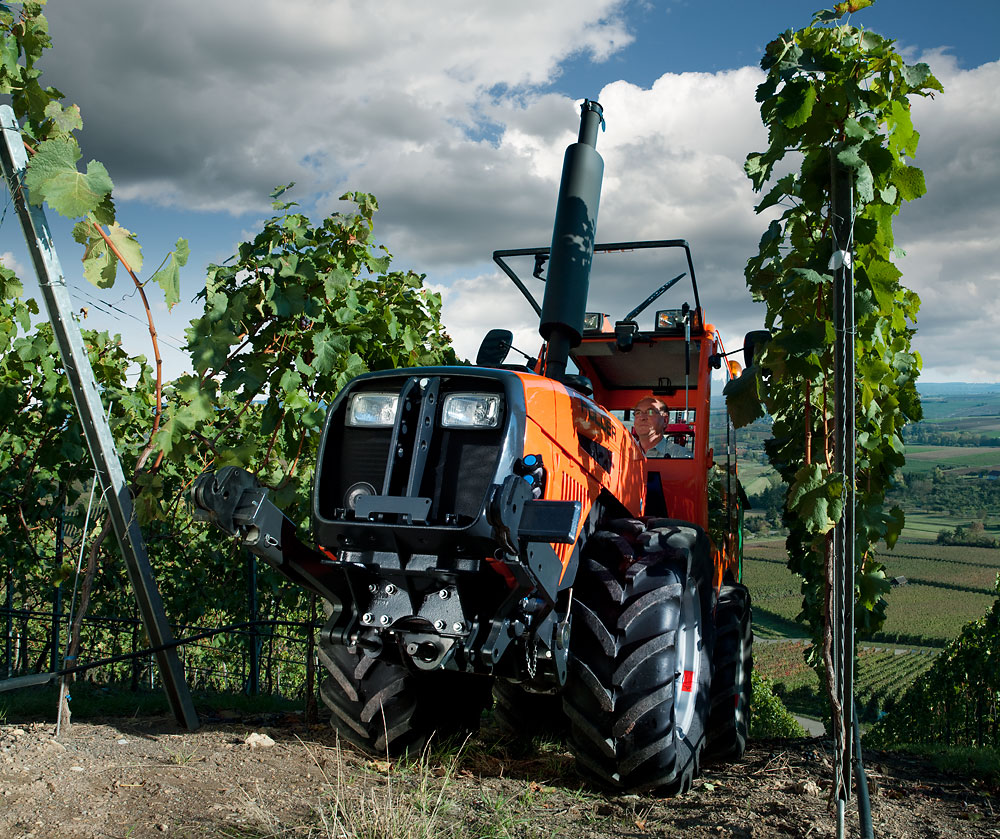
Schmalspurtraktor mit Knicklenkung im Weinberg

Weinbergschlepper sind Traktoren, die speziell für den Weinbau entwickelt wurden. Dazu zählen Radtraktoren, die aufgrund ihrer schmalen Bauweise und Frontlenkung für enge Gassen geeignet sind, sowie Traktoren mit Knicklenkung, die auf beengten Raum wenden können. Raupentraktoren bieten hingegen Stabilität auf schwierigem Gelände und sind für extremere Steigungen ausgelegt. Es existieren auch Mischformen aus Rad- und Raupentraktoren, die verbesserte Zugkraft und Bodenanpassung bieten. Schließlich gibt es noch Hochradtraktoren mit hoher Bodenfreiheit, die über Pflanzreihen fahren können, jedoch aufgrund ihres höher liegenden Schwerpunkts begrenzte Steigfähigkeit aufweisen.
Die Leistungsfähigkeit der Weinbergschlepper wird durch verschiedene Antriebssysteme unterstützt. Eine Zapfwelle ermöglicht den Antrieb von Geräten wie Fräsen, Düngerstreuern, Mulchern und Pflanzenschutzgeräten. Hydraulische Systeme steuern Kultivatoren und ermöglichen das Ein- und Ausfahren von Stockräumern sowie den Einsatz von Laubschneidern.

## Geschichte
Bis Ende der 1940er Jahre galt Weinbergarbeit als reine Handarbeit und die technische Ausrüstung der meisten Betriebe war bescheiden. Einfache Werkzeuge, Handwagen und von Tieren gezogene Wagen waren bis auf wenige Ausnahmen die Norm. Ein erster Schritt zur Motorisierung der Weinbergarbeit war der zwischen 1944 und 1950 in geringer Stückzahl in Frankreich gebaute Moto-Treuil Giraud.
Um 1950 wurden dann zunächst die Zugtiere durch motorisierte Einachsfahrzeuge ersetzt. Hersteller wie Agria, Bungartz, Gutbrod, Holder und Irus entwickelten in dieser Zeit Einachsschlepper sowie passende Anbau-Gerätetreihen vom Pflug bis zur Fräse. Zur gleichen Zeit kam auch der Kettenschlepper Varimot auf den Markt. Der Winzer Adam Rodach entwickelte den Schlepper 1948 und stellte ihn 1949 auf der Südwestdeutschen Gartenschau vor. Es wurde von einem acht PS starken Dieselmotor angetrieben und hatte starre Achsen, wodurch das Lenken durch Abbremsen einer Seite erfolgte. Die Serienproduktion begann 1954 bei der Firma Hausner KG, später übernahm Hermann Lanz die Produktion und Weiterentwicklung.
1954 läutete die Vorstellung des 10-PS-Allradschleppers Holder A 10 auf dem Weinbaukongress in Heilbronn eine neue Ära im Weinbergbau ein. Dieser Schlepper war quasi ein doppelter Einachsschlepper. Mit Allradantrieb, vier gleich großen Rädern und dank Knicklenkung sowie schmaler Bauweise bot er hohe Zugleistung und Wendigkeit im Weinberg. Ein weiterer bedeutsamer Schritt in der Geschichte der Weinbergschlepper war zudem das Erscheinen des Eicher ES 200, auch Puma genannt. Dieser Schmalspurtraktor wurde speziell für den Einsatz in Weinbergen entwickelt. Im November 1959 präsentierte Eicher den Traktor erstmals auf der Weinbauausstellung im französischen Montpellier. Die Nachfrage war groß, denn innerhalb von nur zwei Tagen gingen 74 Bestellungen für dieses Modell ein.
Der Wunsch nach mehr Bedienkomfort und die immer höher werdende Anforderungen führten in den darauf folgenden Jahren und Jahrzehnten zur Weiterentwicklung von Weinbergschleppern. Hersteller wie Fendt, Krieger und Sauerburger reagierten auf die Kundenwünsche und widmeten sich der Fertigung von Schleppern für den Einsatz am Weinberg. Nach und nach drängten auch italienische Hersteller auf den Markt. Hierzu zählen Unternehmen wie Carraro, Valpadana, BCS, Pasquali, Same Deutz-Fahr und Lamborghini.

## Bauarten

### Radtraktoren

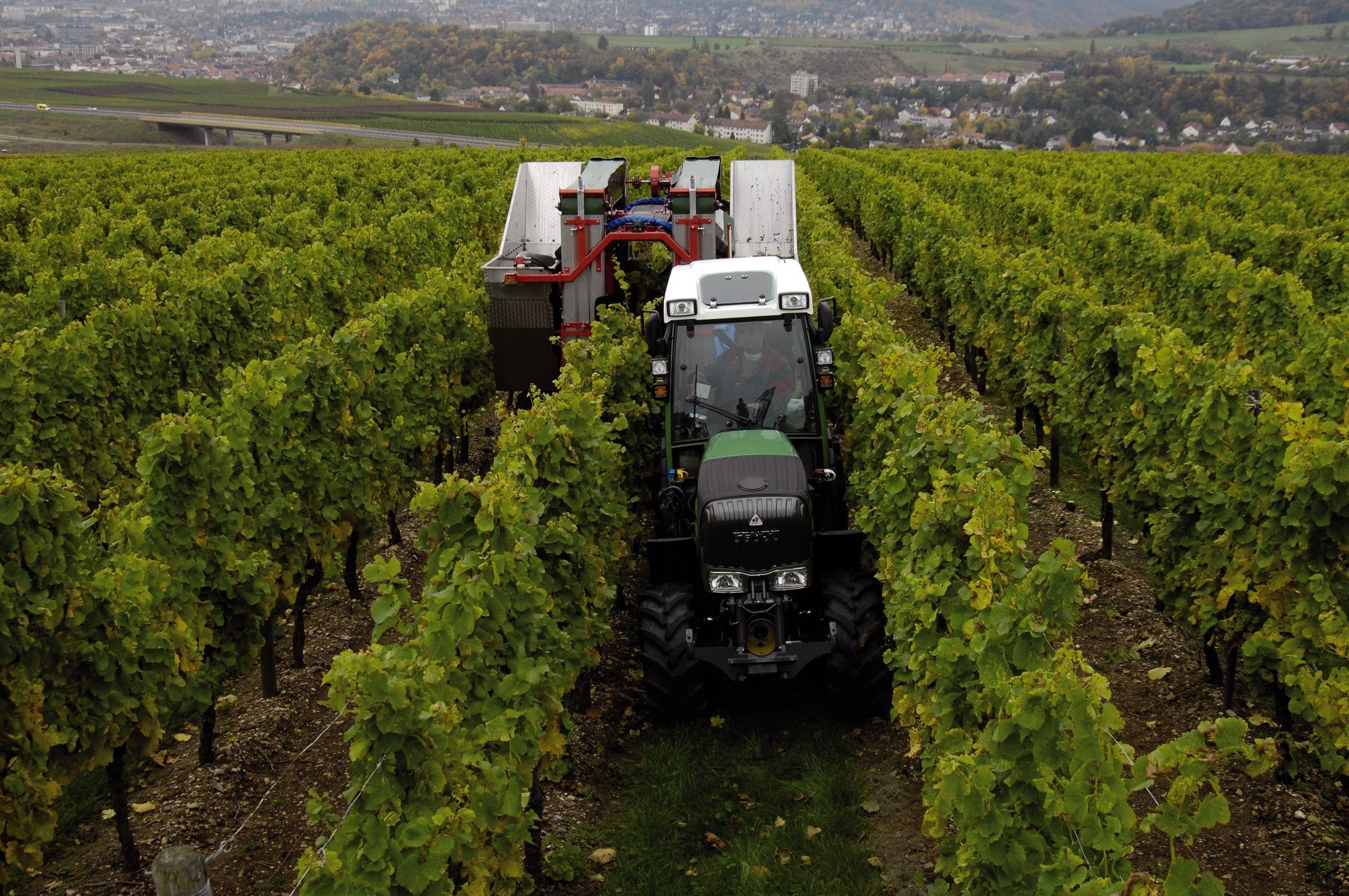
Schmalspurtraktor mit Vollernter bei der Weinlese

In Anlagen mit engen Gassen von 1,60 bis 2,40 Metern Breite kommen schmale Radtraktoren (Schmalspurtraktoren) mit Frontlenkung zum Einsatz. Ihre Breite liegt zwischen 1,00 und 1,40 Metern, abhängig von der Bauform und Bereifung. Die Gewichtsverteilung beträgt etwa 40 % vorne und 60 % hinten, mit einer Leistung von 40 bis 80 kW. Die Steigfähigkeit liegt bei etwa 40 bis 45 %. Radtraktoren sind sowohl mit Allradantrieb als auch mit hydrostatischen Antrieb verfügbar. Andere technische Merkmale entsprechen weitgehend den Standardschleppern.
Neben den Frontlenkern eignen sich auch Traktoren mit Knicklenkung beim Weinbau. Da die Hinterräder hierbei den Spuren der Vorderräder in Kurven folgen, verringert dies den Platzbedarf beim Wenden im Vergleich zum Frontlenker. Sie haben vorne und hinten gleich große Räder auf beiden Achsen und eine vordere/hintere Achslastverteilung von etwa 60/40. Dadurch erreichen sie eine Steigfähigkeit von 50 bis 55 %. Einige Modelle haben einen Radlastausgleich für bessere Fahreigenschaften, besonders beim Wenden.

### Raupentraktoren

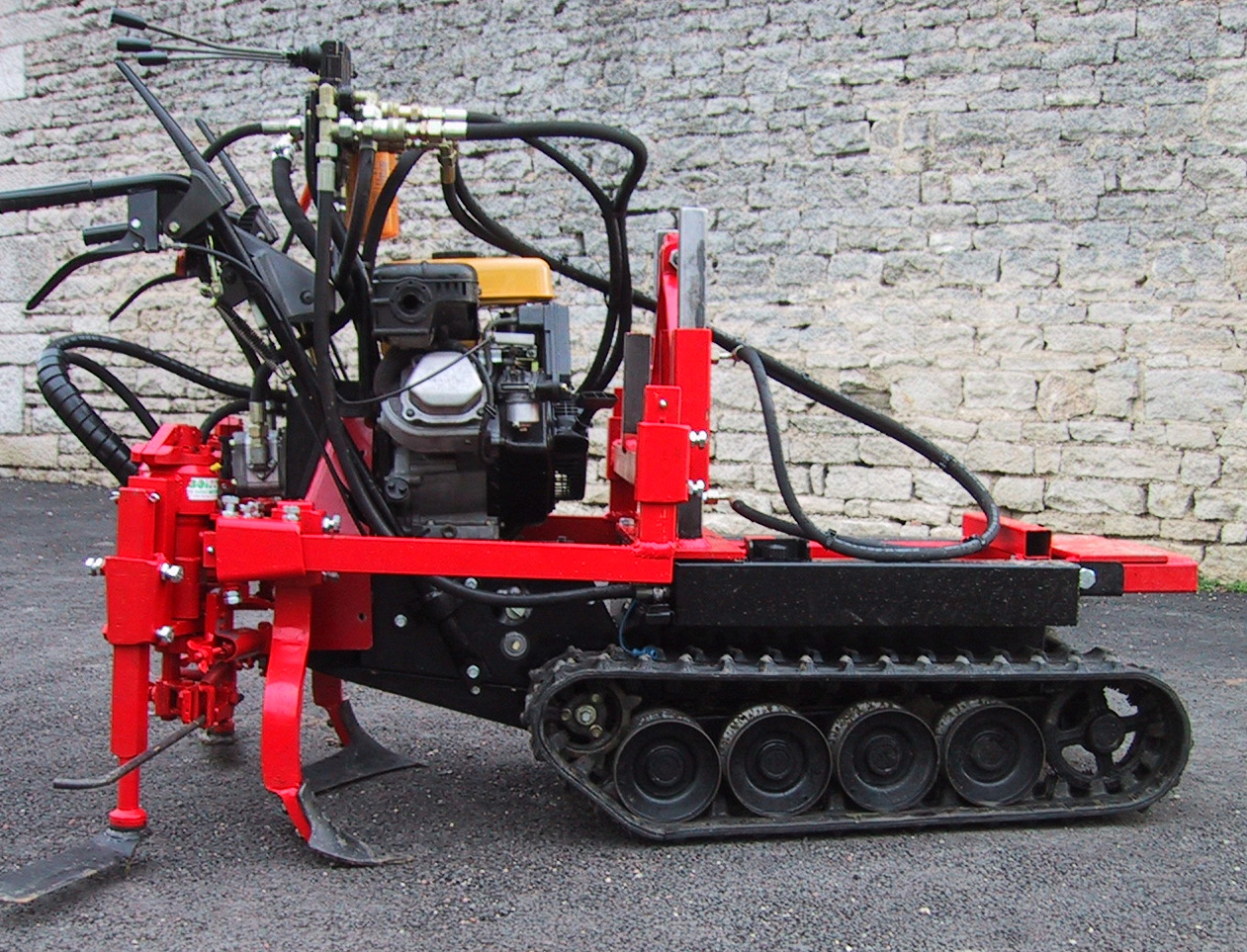
Handgeführter Raupentraktor für die Bodenbearbeitung

Raupentraktoren werden in Bereichen eingesetzt, wo Radtraktoren aufgrund von Steigungen oder schwierigem Untergrund nicht verwendet werden können. Sie haben Gleiskettenlaufwerke, die eine größere Bodenkontaktfläche bieten und so den Druck auf den Boden reduzieren. Der tiefe Schwerpunkt gewährleistet zudem eine hohe Kippstabilität. Raupentraktoren können für Steigungen bis 60 Prozent eingesetzt werden. Für extreme Steigungen werden sie mit einer Seilwinde ausgestattet, die beim Aufwärtsfahren unterstützt und beim Abwärtsfahren bremst. Die Modellpalette reicht von besonders kleinen Modellen, die ferngesteuert werden, bis zu Aufsitzmaschinen.
Der hydrostatischen Antrieb hat sich bei Raupentraktoren durchgesetzt, mechanische Antriebe sind jedoch auch noch verfügbar. Die beiden Raupenantriebe können unabhängig voneinander arbeiten. Bei Raupentraktoren mit hydrostatischem Antrieb können sie sogar gegensätzlich angetrieben werden, was ermöglicht, dass das Fahrzeug auf der Stelle drehen kann. Die Lenkung erfolgt bei Raupentraktoren mit Schaltgetrieben durch Kupplungs-Brems-Lenkungen, bei denen die Bremslenkhebel betätigt werden. Bei hydrostatischen Raupentraktoren hingegen erfolgt die Lenkung über Hydromotoren, die direkt über zwei geschlossene Kreisläufe die Raupenzahnräder im Fahrwerk steuern. Die Steuerung jedes Antriebsmotors erfolgt einzeln über hydraulische Zwei-Hebel-Bedienung, Joystick oder elektrische Funksteuerung.

### Mischformen aus Rad- und Raupentraktoren

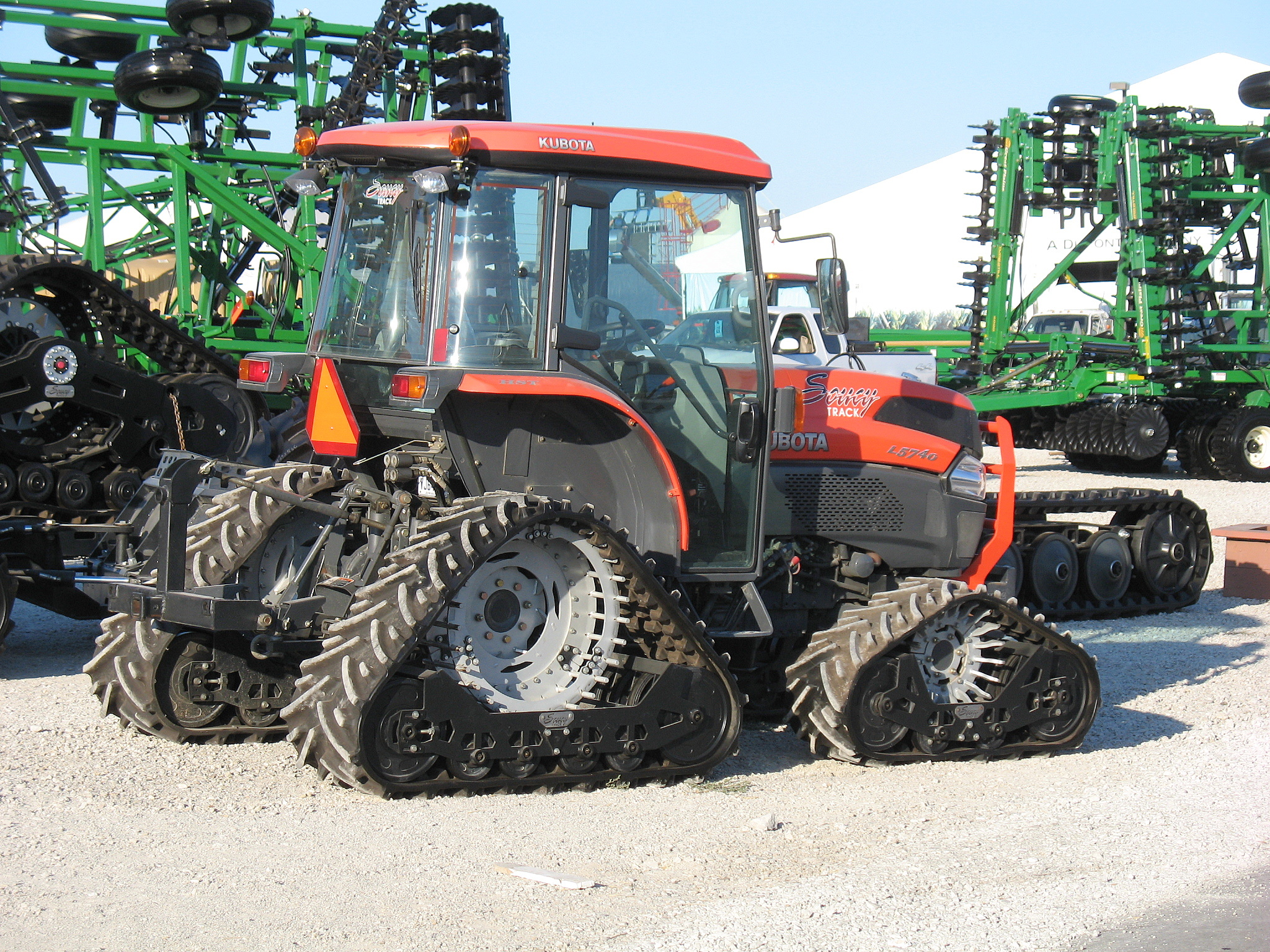
Schmalspurtraktor mit Dreieckraupenfahrwerken

Neben reinen Radtraktoren gibt es auch Mischformen mit Dreieckraupenfahrwerken. Diese Fahrwerke können entweder als Mischfahrwerk (hinten Dreieckraupenfahrwerk und vorne Räder) oder als sogenannter „Quadtrack“ (vorne und hinten Dreieckraupenfahrwerk) ausgeführt sein. Trotz der Änderung des Fahrwerks bleiben die Eigenschaften des Schmalspurschleppers erhalten. Das Dreiecklaufwerk soll jedoch die Zugkraft, Steigfähigkeit, Bodenschonung und Anpassung an die Bodenoberfläche verbessern. Die Lenkung erfolgt entweder über Knick- oder Achsschenkellenkung und die Raupenlaufwerke ermöglichen Fahrgeschwindigkeiten von bis zu 40 km/h.

### Hochradtraktoren

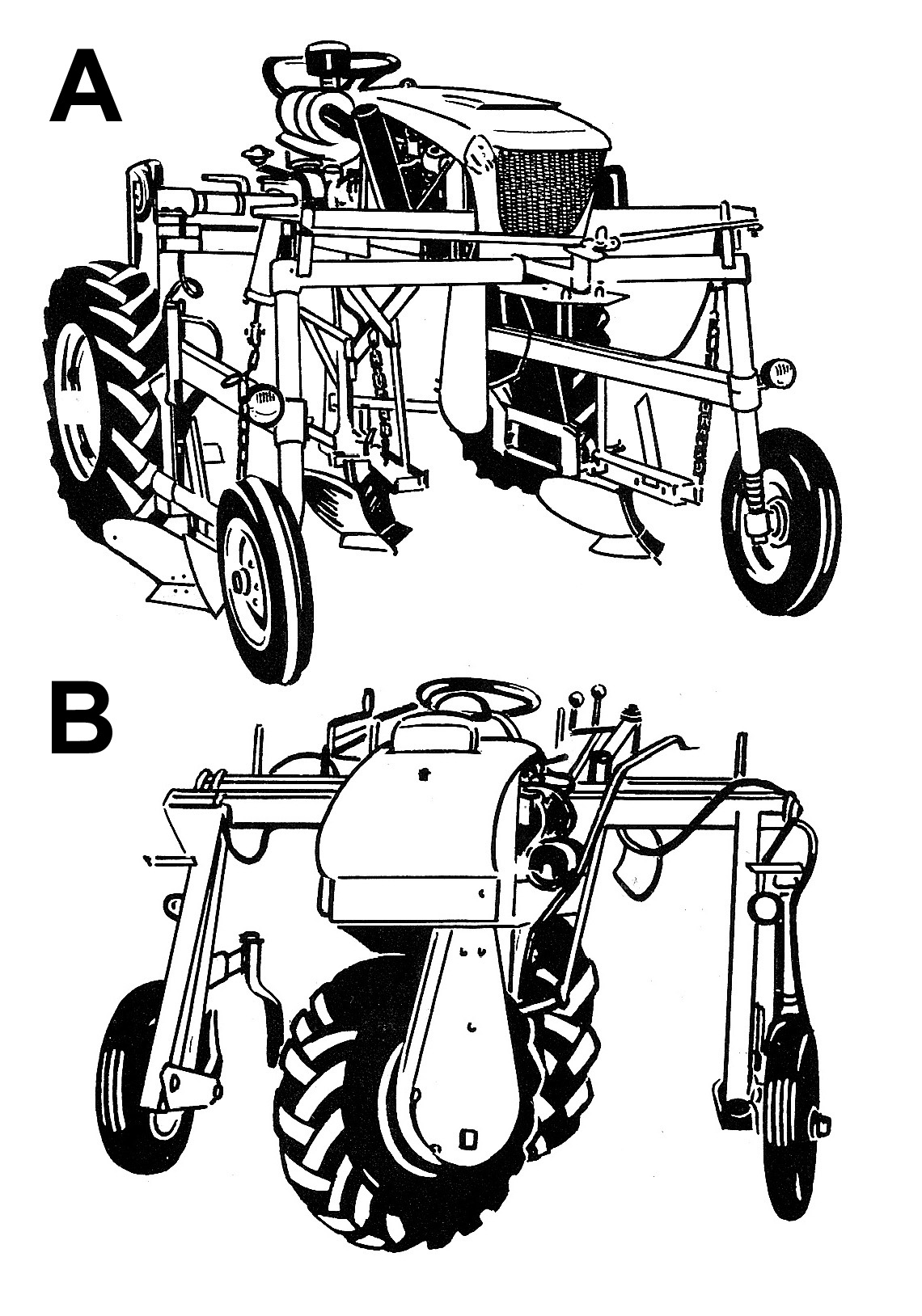
Verschiedene Hochradtraktoren

Hochradtraktoren, auch Portal-, Überzeilen- oder Stelzentraktoren genannt, zeichnen sich durch hohe Bodenfreiheit aus, wodurch sie über Pflanzreihen fahren können. Je nach Bauart und Größe können sie auch mehrreihiges Arbeiten ermöglichen. Wenngleich sie wendig und geländetauglich sind, ist ihre maximale Steigfähigkeit aufgrund des höheren Schwerpunktes auf 30 bis 35 Prozent begrenzt. Diese Schlepper erlauben den Anbau von Geräten vorne und hinten, meist mit hydraulischem Antrieb, da sie im Regelfall keine Zapfwelle haben. Während Hochradtraktoren in Frankreich weit verbreitet sind, gibt es sie in Deutschland eher selten.